# Star
Star (англ. Стар — «Звезда») — турецкая ежедневная газета. Основана 8 марта 1999 года в Стамбуле холдингом Star Medya Grubu, в который входит по сей день. Слоган с 9 сентября 2015 года — «Milli İradenin Sesi» (тур. Голос воли нации), где была введена фраза «milli irade» (тур. Воля нации), часто используемая президентом Турции Реджепом Тайипом Эрдоганом в своих речах. Предыдущий слоган — «Yeni Türkiye’nin gazetesi» (тур. Газета Новой Турции).
В 2004 году работа газеты вместе с другими активами Uzan Grubu (входящим в Star Medya Grubu) была приостановлена турецким правительством. В 2006 году газета была передана Фонду страхования сберегательных вкладов Турции, через который была продана бизнесмену Али Озмену Сафе. В 2008 году газету выкупил бизнесмен Этем Санджак. Ныне снова входит в холдинг Star Medya Grubu, принадлежащий близким к правящей Партии справедливости и развития Турции бизнесменам Феттаху Таминдже и Тевхиту Каракае.